# Соловцовка
Соловцовка — село в составе Оленевского сельсовета Пензенского района Пензенской области России.

## География

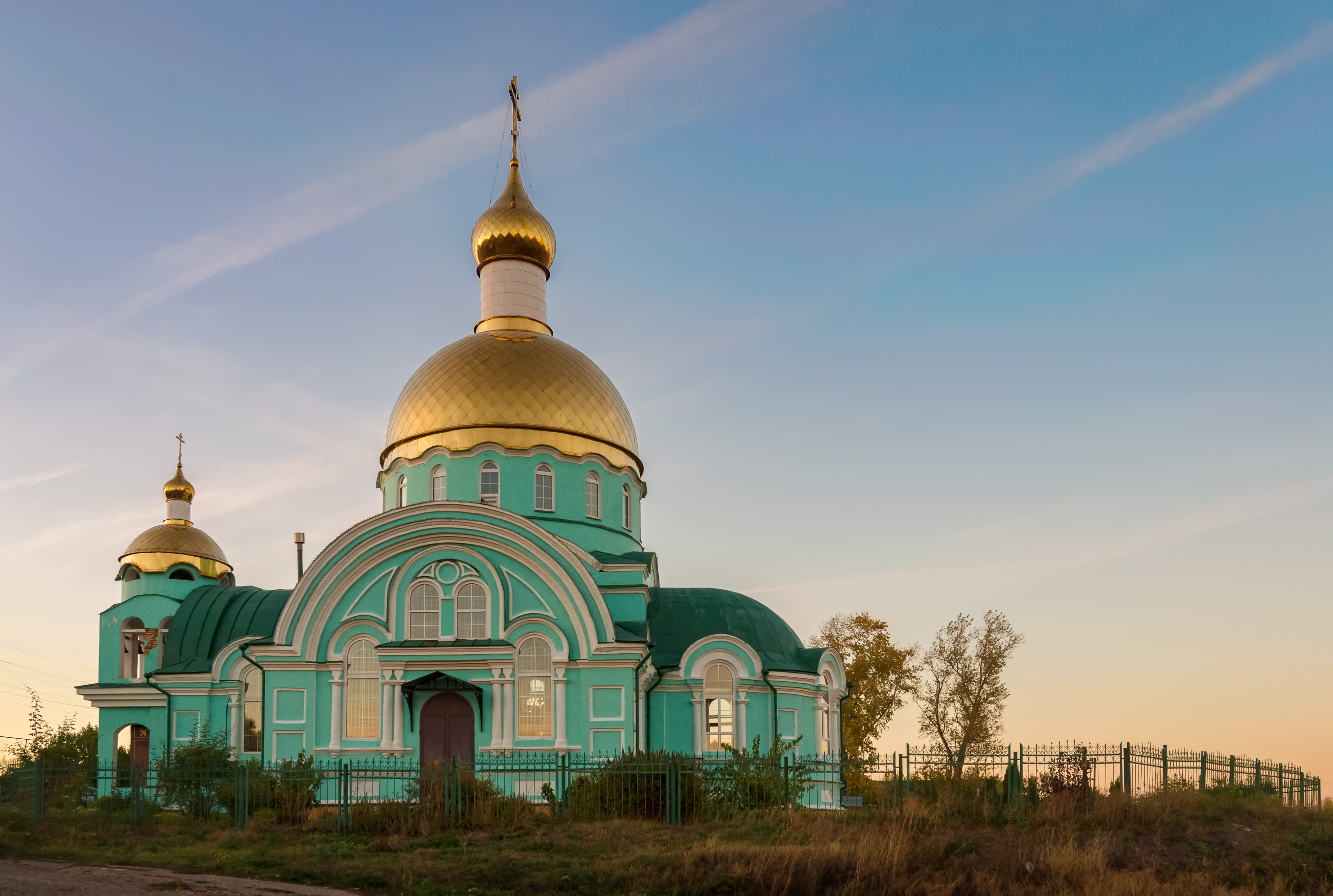
Церковь Сергия Радонежского. 2018 год

Находится на реке Ардым, в 500 метрах от села Оленевка.

## История
Основано Степаном Богдановичем Соловцовым около 1700 года. Входило в состав Оленевской волости Пензенского уезда.
В 1782 году в селе была построена деревянная Троицкая церковь, в конце XIX века — каменный храм.
В 1864-77 годах в селе имелось 2 церкви, школа, 6 поташных заводов, 19 маслобоен, кирпичный завод, ярмарка проводилась в десятую пятницу после Пасхи.
В 1896 году в селе имелась земская школа.
В конце XIX- начале XX века основным промыслом женской части села было пухопрядение и вязание пуховых изделий (этим занимались в 120 из 134 дворов).
В 1930 году село входило в состав Оленевского сельсовета Телегинского района.

## Население
| 1782 | 1864 | 1877 | 1911  | 1926  | 1930  | 1939 |
| ---- | ---- | ---- | ----- | ----- | ----- | ---- |
| 714  | ↘499 | ↗681 | ↗1060 | ↗1196 | ↘1087 | ↘939 |
| 1959 | 1979 | 1989 | 1996  | 2002  | 2010  |      |
| ↘663 | ↘438 | ↘320 | ↗339  | ↘302  | ↘289  |      |

## Достопримечательности
В селе имеются:
- Троице-Сергиевский храм (в настоящее время Сергия Радонежского)
- Родник старца Иоанна
- Родник вмц Параскевы и купальня

## Известные уроженцы и жители
В селе родился Елизар Петрович Акимов — депутат III Государственной Думы Российской империи.
С 1945 по 1951 годы в сельском храме священником служил Иоанн Оленевский, причисленный Русской Православной Церковью к лику святых новомучеников и исповедников.